# Charles H. Graves

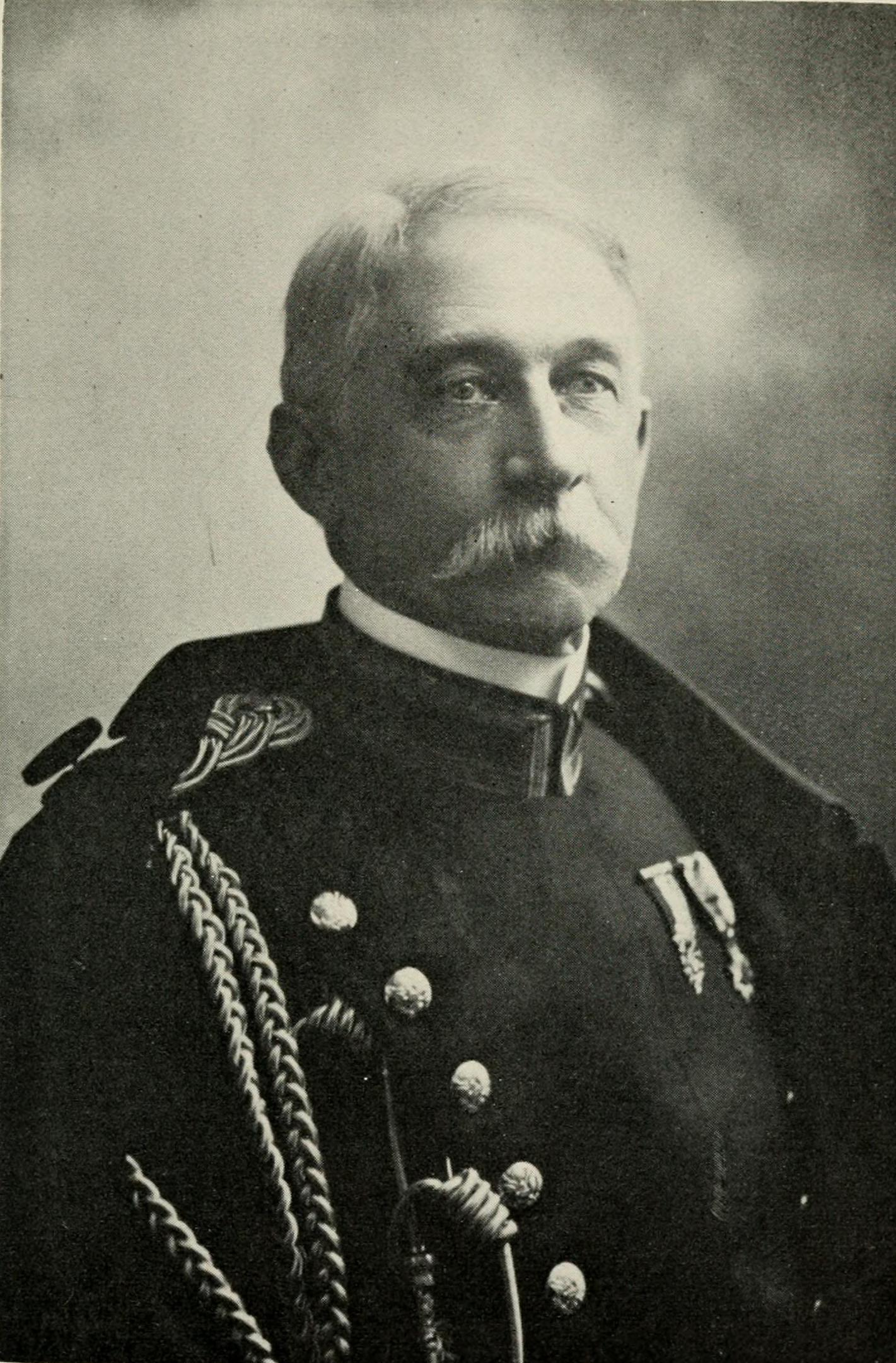
Charles H. Graves, 1909.

Charles Hinman Graves, född 14 augusti 1839, död 7 oktober 1928, var en amerikansk affärsman och diplomat.
Graves, som ursprungligen var militär, erhöll avsked 1870, och verkade därefter som framgångsrik affärsman och politiker. Åren 1888–1891 var han republikansk medlem av Minnesotas representanthus och tillika dess talman. Graves var 1905–1906 minister i Sverige-Norge, 1906–1914 minister i Sverige.